# Abundisporus fuscopurpureus
Abundisporus fuscopurpureus är en svampart som först beskrevs av Christiaan Hendrik Persoon, och fick sitt nu gällande namn av Leif Ryvarden 1999. Abundisporus fuscopurpureus ingår i släktet Abundisporus och familjen Polyporaceae.   Inga underarter finns listade i Catalogue of Life.